# إبراهام ماوريسيو سالازار
إبراهام ماوريسيو سالازار (بالإسبانية: Abraham Mauricio Salazar)‏ هو رسام مكسيكي، ولد في 1957.